# 場內全壘打
場內全壘打（英語：Inside-the-Park Home Run），又稱閃電全壘打（Running Homerun）。為棒球術語，指的是打者並沒有將球擊出全壘打牆外，而獲得一次全壘打的紀錄。場內全壘打十分罕見，通常在一個球季裡出現的次數是屈指可數的。場內全壘打的發生，通常需要一個跑得非常快的打擊者，以及守備上出現的突發事故，或者在外野出現的奇怪的不規則彈跳等等。然而，如果在整個過程中有守備員發生失誤，就不會紀錄成場內全壘打，而是紀錄為因失誤而進壘。
在一壘、二壘、三壘上都有跑者時，所擊出的場內全壘打稱為「場內滿貫全壘打」（Inside-the-Park Grand Slam）。場內滿貫全壘打更是罕見，在美國職棒大聯盟，1950年以後只出現過40支，1990年以後更是只出現過8支（到2002年為止）。何那斯·華格納是大聯盟史上擊出最多支場內滿貫全壘打的球員，總共擊出過5支。

## 歷史記錄
從1951年到2000年，MLB約出現了154,483支全壘打，其中有975支是場內全壘打（約每158支全壘打才會出現一支是場內）。場內全壘打出現的比例在這幾年間逐漸減少，主要的原因是球場變小了。
單季（12支）場內全壘打的紀錄是山姆·克勞佛（Sam Crawford）在1901年所創下。他也是生涯（51支）場內全壘打的紀錄保持人。在1950年之後的生涯場內全壘打紀錄，是前堪薩斯市皇家外野手Willie Wilson的13支。
Jimmy Sheckard在1901年創造了一項紀錄：他在布魯克林超霸（就是後來的布魯克林道奇）的時候，曾經在連續兩天的連續兩場比賽裡都擊出場內滿壘全壘打。他是大聯盟史上唯一達到這個紀錄的人。
1896年7月13日發生了一件罕見的事：費城費城人的艾德·迪拉杭提在與芝加哥小熊對戰時擊出了兩隻場內全壘打（那場比賽他總共擊出了四支全壘打）。後來在1912年8月5日，Ed Konetchy也表演了單場場內雙響砲。
中華職棒的首支場內全壘打在1990年（職棒元年）4月26日由統一獅隊的羅曼（Miguel Roman）所擊出。
2007年7月10日，鈴木一朗（西雅圖水手）擊出大聯盟明星賽史上第一支場內全壘打，這是支兩分砲，苦主是聖地牙哥教士投手。
2021年7月30日，富邦悍將隊的范國宸，從樂天桃猿投手王躍霖手中擊出了中華職棒史上首次場內滿貫全壘打。
2022年7月22日，多倫多藍鳥的雷梅爾·塔皮亞（Raimel Tapia）也擊出了一次場內滿貫全壘打。
2025年2月22日，中信兄弟的宋晟睿在2025年WBCQ經典賽資格賽對戰南非擊出場內全壘打。

## 外部連結
- 場內全壘打在台灣棒球維基館上的頁面（繁體中文）
- 場內全壘打影片 （页面存档备份，存于）
- 鈴木一朗在2007年MLB明星賽擊出場內全壘打 （页面存档备份，存于）